# Silvestritermes
Silvestritermes  (лат.) — род термитов из подсемейства Syntermitinae.

## Распространение
Неотропика: Бразилия, Гайана, Перу.

## Описание
Мелкие термиты, длина солдат менее 1 см. Боковые края пронотума, мезонотума и метанотума гладкие (у Armitermes они зубчатые). Головная капсула гладкая, без пунктур или выступов.
Голова мономорфных солдат отличается длинным носом-трубочкой (фонтанеллой, длина которой вместе с головой менее 2,3 мм), который служит для распыления химического веществ, отпугивающих врагов (муравьи и другие хищники); направлен немного вверх (у сходного рода Mapinguaritermes трубочка направлена вперёд, а её длина вместе с головой не менее 3 мм). Жвалы солдат развиты, функционирующие, слегка асимметричные (у сходного рода Mapinguaritermes жвалы симметричные). Лабрум шире своей длины. Формула шпор голеней рабочих и солдат: 2-2-2. Усики рабочих и солдат — 13-14-члениковые.

## Систематика
Род был впервые образован в 2012 году на основании выделения нескольких ранее описанных видов из рода Armitermes (типом обозначен вид Armitermes euamignathus Silvestri, 1901). Родовое название дано в честь итальянского энтомолога профессора Филиппо Сильвестри (Dr. Filippo Silvestri, 1873—1949), который внёс большой вклад в исследование термитов, совершил экспедицию в Южную Америку и описал типовой вид этого рода.
1. Silvestritermes euamignathus (Silvestri, 1901) (Боливия, Бразилия, Парагвай), = Armitermes euamignathus Silvestri, 1901, = Armitermes cerradoensis Mathews, 1977[4]typus
2. Silvestritermes almirsateri Rocha & Cancello, 2012 (Бразилия)[3]
3. Silvestritermes duende Rocha & Cancello, 2012 (Бразилия)[3]
4. Silvestritermes euamignathus
5. Silvestritermes gnomus (Constantino, 1991) (Бразилия),  = Armitermes gnomus[5]
6. Silvestritermes heyeri (Wasmann, 1915) (Южная Америка) = Armitermes heyeri Wasmann, 1915; = Armitermes holmgreni Snyder, 1926[6]
7. Silvestritermes lanei (Canter, 1968) (Бразилия), = Armitermes lanei Canter, 1968[7]
8. Silvestritermes minutus (Emerson, 1925) (Южная Америка), = Armitermes minutus Emerson, 1925[8]